# Стиккер, Дирк
Дирк Стиккер (нидерл. Dirk Uipko Stikker; 5 февраля 1897, Винсхотен, Нидерланды — 23 декабря 1979, Вассенар, Нидерланды) — нидерландский государственный и политический деятель, дипломат, министр иностранных дел Нидерландов (1948—1952), Генеральный секретарь НАТО (1961—1964).

## Биография
Родился в семье биржевого брокера Уипко Стиккера (Uipko Obbo Stikker) и Иди Мерсинг (Ida Meursing). Его семья переехала из сельской местности в Гронинген, когда ему было десять лет. Дирк довольно часто болел во время учёбы в гимназии, поэтому лечился в швейцарском санатории. Из-за слабого здоровья он не прошел срочную службу в армии. Во время Первой мировой войны его отец поддерживал Германию, Дирк — Великобританию. В 1922 году завершил обучение в университете Гронингена, где изучал право. 2 мая 1922 года женился на Катарине Паулине ван дер Шир (Catharina Paulina van der Scheer). У пары было два сына, ещё один сын и дочь умерли в младенчистве.
С 1922 по 1948 год он занимал различные должности в банковской сфере и промышленности. С 1 июля 1935 по август 1948 работал директором пивоваренной компании «Heineken».
23 марта 1946 года стал соучредителем и до 24 января 1948 года был членом Партии свободы. 24 января 1948 года стал соучредителем и до 1954 года был членом Народной партии за свободу и демократию.
С 20 ноября 1945 до 7 августа 1948 года он был членом Сената Генеральных штатов. В 1946 году представлял Нидерланды на конференции Круглого стола о состоянии Нидерландской Вест-Индии, а в 1948 году — Индонезии. С 1948 по 1952 год был министром иностранных дел Нидерландов. В 1950 году стал политическим Посредником Организации экономического сотрудничества и развития (ОЭСР), а затем её председателем. Он был послом в Лондоне с 1952 по 1958 год, а затем в Республике Исландия.
С июля 1958 года Дирк Стиккер был назначен постоянным представителем Нидерландов в Североатлантическом совете. В апреле 1961 года Североатлантический совет выбрал его Генеральным секретарем НАТО и председателем Североатлантического совета после Поль-Анри Спаака. 1 августа 1964 года он ушёл в отставку в связи с плохим состоянием здоровья, его преемником стал Манлио Брозио. Дирк Стиккер умер в 1979 году.